# Priksleeën op de Paralympische Winterspelen 1980
De IIe Paralympische Winterspelen werden in 1980 gehouden in Geilo, Noorwegen. België en Nederland namen niet deel aan deze Paralympische Spelen.
Dit was de eerste keer dat het priksleeën op het programma stond.

## Mannen

### 100 meter I
| Rank | Naam                  | Land | Tijd  |
| ---- | --------------------- | ---- | ----- |
| 1    | Erik Sandbraaten      | NOR  | 15.36 |
| 2    | Rolf Oejen            | NOR  | 15.88 |
| 3    | Bengt-Gosta Johansson | SWE  | 16.10 |

### 100 meter II
| Rank | Naam                | Land | Tijd  |
| ---- | ------------------- | ---- | ----- |
| 1    | Vidar Johnsen       | NOR  | 15.40 |
| 2    | Karl Henrik Seemann | NOR  | 15.92 |
| 3    | Rolf Johansson      | SWE  | 16.36 |

### 100 meter III
| Rank | Naam              | Land | Tijd  |
| ---- | ----------------- | ---- | ----- |
| 1    | Veikko Puputti    | FIN  | 18.91 |
| 2    | Olav Geir Kirkebo | NOR  | 21.66 |

### 500 meter I
| Rank | Naam             | Land | Tijd    |
| ---- | ---------------- | ---- | ------- |
| 1    | Erik Sandbraaten | NOR  | 1:23.50 |
| 2    | Rolf Oejen       | NOR  | 1:23.68 |
| 3    | Paul Jacobsen    | NOR  | 1:29.55 |

### 500 meter II
| Rank | Naam                | Land | Tijd    |
| ---- | ------------------- | ---- | ------- |
| 1    | Vidar Johnsen       | NOR  | 1:21.29 |
| 2    | Karl Henrik Seemann | NOR  | 1:25.24 |
| 3    | Rolf Johansson      | SWE  | 1:26.46 |

### 500 meter III
| Rank | Naam              | Land | Tijd    |
| ---- | ----------------- | ---- | ------- |
| 1    | Veikko Puputti    | FIN  | 1:42.94 |
| 2    | Olav Geir Kirkebo | NOR  | 2:15.83 |

### 1500 meter I
| Rank | Naam             | Land | Tijd    |
| ---- | ---------------- | ---- | ------- |
| 1    | Rolf Oejen       | NOR  | 4:16.31 |
| 2    | Paul Jacobsen    | NOR  | 4:39.36 |
| 3    | Erik Sandbraaten | NOR  | 4:39.55 |

### 1500 meter II
| Rank | Naam                | Land | Tijd    |
| ---- | ------------------- | ---- | ------- |
| 1    | Karl Henrik Seemann | NOR  | 4:24.37 |
| 2    | Vidar Johnsen       | NOR  | 4:24.65 |
| 3    | Egil Johnsen        | NOR  | 4:41.47 |

## Dames

### Dames 100 meter IV
| Rank | Naam                | Land | Tijd  |
| ---- | ------------------- | ---- | ----- |
| 1    | Brit Mjaasund Oejen | NOR  | 16.78 |
| 2    | Sylva Olsen         | NOR  | 17.45 |
| 3    | Karin Endsjo Hansen | NOR  | 17.76 |

### Dames 100 meter V
| Rank | Naam                | Land | Tijd  |
| ---- | ------------------- | ---- | ----- |
| 1    | Kari Aronsen        | NOR  | 19.74 |
| 2    | Bente Groenli       | NOR  | 21.40 |
| 3    | Lahja Haemaelaeinen | FIN  | 21.69 |

### Dames 500 meter IV
| Rank | Naam                | Land | Tijd    |
| ---- | ------------------- | ---- | ------- |
| 1    | Brit Mjaasund Oejen | NOR  | 1:27.98 |
| 2    | Sylva Olsen         | NOR  | 1:34.53 |
| 3    | Karin Endsjo Hansen | NOR  | 1:36.62 |

### Dames 500 meter V
| Rank | Naam                | Land | Tijd    |
| ---- | ------------------- | ---- | ------- |
| 1    | Kari Aronsen        | NOR  | 1:41.90 |
| 2    | Bente Groenli       | NOR  | 1:56.43 |
| 3    | Lahja Haemaelaeinen | FIN  | 2:04.29 |

### Dames 800 meter IV
| Rank | Naam                | Land | Tijd    |
| ---- | ------------------- | ---- | ------- |
| 1    | Brit Mjaasund Oejen | NOR  | 2:28.96 |
| 2    | Karin Endsjo Hansen | NOR  | 2:44.03 |
| 3    | Sylva Olsen         | NOR  | 2:46.06 |

### Deelnemende landen priksleeën 1980
- NOR
- FIN
- SWE
- FRA
- USA

Alpineskiën · Langlaufen · Priksleeën
1980 · 1984 · 1988 · 1994 · 1998